# Copa de Brasil de Fútbol Femenino
Copa de Brasil de Fútbol Femenino en portugués Copa do Brasil de Futebol Feminino fue una competición de la Confederación Brasileña de Fútbol. La competición tenía un número de 32 equipos participantes de los estados de Brasil que sirvió como clasificación para la Copa Libertadores Femenina.
La primera edición de la Copa de Brasil de Fútbol Femenino empezó en el 2007 siendo campeón el equipo de Saad. Su última temporada fue 2016 en donde salió campeón Audax, la Confederación Brasileña de Fútbol saco la Copa de Brasil para que el Brasileirão Femenino sea más atractivo y competitivo.

## Palmarés

### Campeones por año
| São Francisco Bahía | Benfica Minas Gerais |

| Kindermann Santa Catarina | Boa Vontade Maranhão |

| São Francisco Bahía | Pinheirense Pará |

| Mixto Mato Grosso | São Francisco Bahía |

| Viana Maranhao | Rio Preto São Paulo |

| Vitória das Tabocas Pernambuco | São Francisco Bahía |

| Centro Olímpico São Paulo | São Francisco Bahía |

| Picos Piauí | Vitória das Tabocas Pernambuco |

| Foz Cataratas Paraná | Vitória das Tabocas Pernambuco |

| CRESSPOM Distrito Federal | Foz Cataratas Paraná |

### Campeonatos por equipo
| Club                | Títulos | Subtítulos | Años campeón | Años subcampeón |
| ------------------- | ------- | ---------- | ------------ | --------------- |
| São José            | 2       | 2          | 2012, 2013   | 2014, 2016      |
| Santos              | 2       | -          | 2008, 2009   | ----            |
| Foz Cataratas       | 1       | 1          | 2011         | 2010            |
| Ferroviaria         | 1       | 1          | 2014         | 2015            |
| Saad                | 1       | -          | 2007         | ----            |
| Audax               | 1       | -          | 2016         | ----            |
| Duque de Caxias     | 1       | -          | 2010         | ----            |
| Kindermann          | 1       | -          | 2015         | ----            |
| Vitória das Tabocas | -       | 2          | ----         | 2011, 2013      |
| Botucatu            | -       | 2          | ----         | 2007, 2009      |
| Centro Olímpico     | -       | 1          | ----         | 2012            |
| Sport Recife        | -       | 1          | ----         | 2008            |

### Campeonatos por estado
| Estado         | Títulos | Subtítulos |
| -------------- | ------- | ---------- |
| São Paulo      | 6       | 6          |
| Paraná         | 1       | 1          |
| Santa Catarina | 1       | 0          |
| Río de Janeiro | 1       | 0          |
| Minas Gerais   | 1       | 0          |
| Pernambuco     | 0       | 3          |